# Glikopeptid
Glikopeptidi su peptidi koji sadrže ugljeno hidratne grupe (glikane) kovalentno vezane za bočne lance aminokiselinskih ostataka peptida. Glikani na ćelijskoj površini (vezani za membranske proteine ili lipide) i oni vezani za glikoproteine imaju kritičnu ulogu u biologiji. Na primer ti konstrakti učestvuju u oplodnji, imunskom sistemu, moždanom razvoju, endokrinom sistemu i inflamaciji.

## Glikopeptidne veze

### -vezani glikani
N-vezani glikani su vezani za ostatak asparagina (Asn, N). Oni su najzastupljeniji u prirodi. Mada većina N-vezanih glikana ima oblik GlcNAc-β-Asn, poznate su i druge manje zastupljene veze, kao što su GlcNac-α-Asn i Glc-Asn.

### O-vezani glikani
O-vezani glikani se formiraju vezivanje aminokiselinske hidroksilne grupe iz bočnog lanca (serina ili treonina) sa glikanom. Većina O-vezanih glikana ima oblik GlcNac-β-Ser/Thr ili GalNac-α-Ser/Thr.

### -vezani glikani
Ot tri tipa veza najmanje zastupljeni i najmanje izučeni su C-vezani glikani. C-veza je kovalentana veza manoze i bočnog lanca triptofana. Primer C-vezanog glikana je α-manozil triptofan.